# Ідеальний збіг
«Ідеальний збіг» (тур. Mükemmel Eşleşme) — турецький телесеріал 2022 року у жанрі романтичної комедії та створений компанією MinT Motion Pictures. В головних ролях — Ахмет Каякесен, Гизем Севим.
Перша серія вийшла в ефір 16 липня 2022 року.
Серіал має 1 сезон. Завершився 13-м епізодом, який вийшов у ефір 12 жовтня 2022 року
Режисер серіалу — Емре Кавук.
Сценарист серіалу — Бірол Гювен.

## Сюжет
Пинар і Керем ведуть самотнє життя в розкішних апартаментах, борються за свою кар'єру, перебуваючи за кілометри один від одного в Стамбулі. Вони дуже задоволені своїм самотнім і безбідним життям, але їхні сім'ї не в захваті від такої ситуації. Дві сім'ї, не підозрюючи одна про одну, домовляються, що їхні діти досягли шлюбного віку.
Однак і Керем, і Пинар категорично проти шлюбу за домовленістю. Вони навіть не хочуть зустрічатись один з одним.

## Актори та персонажі
| Актор             | Роль    |
| ----------------- | ------- |
| Ахмет Каякесен    | Керем   |
| Гизем Севим       | Пинар   |
| Асуман Дабак      | Фірузе  |
| Волкан Северкан   | Неджаті |
| Ейлюл Озтюрк      | Ірмак   |
| Айшен Сезерель    | Севінч  |
| Айхан Таш         | Джеват  |
| Айшегюль Гюнай    | Фадіме  |
| Джем Зейнел Кіліч | Ахмет   |
| Гонджагюль Сунар  | Мерал   |
| Дамла Алібеше     | Мевсин  |
| Ебру Сем          | Едже    |

## Сезони
| Сезон | Епізоди | Епізоди | Оригінальний показ | Оригінальний показ | Оригінальний показ |
| Сезон | Епізоди | Епізоди | Перший показ       | Останній показ     | Мережа             |
| ----- | ------- | ------- | ------------------ | ------------------ | ------------------ |
| 1     | 13      | 13      | 16 липня 2022      | 12 жовтня 2022     | TRT 1              |

## Рейтинги серій

### Сезон 1 (2022)
| Серія      | Рейтинг (TOTAL) | Рейтинг (AB) | Рейтинг (ABC1) |
| ---------- | --------------- | ------------ | -------------- |
| 1          | 1.81            | 2.43         | 2.44           |
| 2          | 1.81            | 2.22         | 2.21           |
| 3          | 1.53            | 1.91         | 1.67           |
| 4          | 1.54            | 1.28         | 1.43           |
| 5          | 1.48            | 2.32         | 1.79           |
| 6          | 0,94            | 2.60         | 1.41           |
| 7          | 2.10            | 3.12         | 2,89           |
| 8          | 1.51            | 1.50         | 1.62           |
| 9          | 1,43            | 1,37         | 1,38           |
| 10         | 1,35            | 1,93         | 1,40           |
| 11         | 1,33            | 0,89         | 1,35           |
| 12         | 0,76            | 0,97         | 0,85           |
| 13 (фінал) | 0,63            | 0,72         | 0,73           |